# داركو تاسفسكي
داركو تاسفسكي (بالمقدونية: Дарко Тасевски) هو لاعب كرة قدم شمال مقدوني في مركز الوسط، ولد في 20 مايو 1984 في إسكوبية في مقدونيا الشمالية. شارك مع منتخب مقدونيا الشمالية لكرة القدم. أما مع النوادي، فقد لعب مع ليفسكي صوفيا وميتالوره زابورجيا ونادي باثوم يونايتد ونادي فاردار ونادي هبوعيل إيروني كريات شمونة.

## وصلات خارجية
- داركو تاسفسكي على موقع اتحاد أوكرانيا (الإنجليزية)
- داركو تاسفسكي على موقع قاعدة بيانات كرة القدم.إي يو (الإنجليزية)
- داركو تاسفسكي على موقع ناشيونال فوتبول تيمز (الإنجليزية)
- داركو تاسفسكي على موقع Soccerway.com (الإنجليزية)
- داركو تاسفسكي على موقع AS.com (الإسبانية)